# Entre naranjos
Entre naranjos (literalment en català "Entre tarongers") és una novel·la de l'escriptor valencià Vicent Blasco Ibáñez, publicada el 1900 i enquadrada dins del seu cicle valencià de novel·les. En 1926 Metro-Goldwyn-Mayer va estrenar una pel·lícula basada en l'obra Torrent. En 2017 ha estat editada per primera volta en català per la Companyia Austrohongaresa de Vapors, en una traducció d'Eva Biot.

## Argument
La novel·la narra la història de Rafael Brull, fill únic de la família més poderosa d'Alzira. En morir el seu pare, un polític sense escrúpols corromput pel poder, Rafael decideix fer-se càrrec del negoci familiar de plantació i distribució de taronges, i de continuar la carrera política mampresa pel seu pare.
Contràriament al pare, Rafael és un home culte i honrat, la qual cosa no impedeix que en poc de temps es convertisca en un reeixit home de negocis i en polític. Malgrat el seu èxit, l'única cosa que el fa feliç és estar a prop de Leonora, una enigmàtica cantant d'òpera que, després d'alguns anys a Itàlia, torna a Alzira per curar-se de les ferides del passat. Tanmateix, el cercle conservador que envolta Rafael s'oposa a esta relació, perquè menyspreen als artistes.